# 방란장 주인
〈방란장 주인〉(芳蘭莊 主人)은 박태원의 단편 소설이다. 소설 전문이 단 한 문장으로 이루어져 있는 것이 특징이다. 예술가의 가난과 무기력함을 그리고 있는 소설이다.

## 개요
박태원이 1936년 3월에 구인회의 문예지 《시와 소설》 창간호에 발표한 단편 소설이다. 소설 전문이 단 하나의 문장으로 이루어져 있는 것이 특징이다. 소설 중간중간은 전부 쉼표로 이루어져 있으며 마지막에 딱 하나의 마침표만이 있을 뿐이다. 소설에 적힌 총 글자 수는 5,558자이며 200자 원고지로 옮겨 쓸 경우 40매 분량으로 이효석의 〈메밀꽃 필 무렵〉과 비슷한 분량이다. 즉, 문장 개수만 하나일 뿐 생각보다는 길이가 긴 소설이다. 실제로 KBS2에서 방영한 스펀지에서 이 소설이 소개되었을 때 김경란 前 아나운서가 이 소설을 정독했는데 정독하는데 21분이 걸렸을 정도로 생각보다 길이가 긴 소설이다.

## 등장인물
- 그: 이 소설의 주인공으로 소설의 배경이 된 '방란장'이란 다방의 점장이다. 본래 그의 직업은 화가인데 300원의 돈을 들여 다방을 차리고 동료 예술가들의 클럽처럼 활용하고자 했다. 첫 달에는 영업이 잘 되어 이익을 보았으나 그 다음 달부터는 점점 영업 실적이 부진해졌고 설상가상으로 근처에 경쟁 업체가 등장해 더욱 장사가 힘들어져 급기야는 빚만 늘고 여종업원의 월급조차 못 챙겨주게 된다. 가난하고 무기력한 예술가를 표현하는 인물로 실제 모델은 박태원의 절친한 친구였던 이상이라는 견해가 있다. 실제로 이상은 시인, 소설가인 동시에 화가이기도 했으며 '제비'라는 이름의 카페를 차린 적도 있었다.[2]

- 수경(水鏡) 선생: 주인공 '그'보다 나이가 많은 친구로[3] 직업은 소설가이다. 다방의 상호가 아직 정해지지 않았을 때 자신의 집 정원에서 키우는 난초 한 분을 직접 운반해 선물하면서 상호를 '아름다운 난초 가게'란 뜻으로 '방란장(芳蘭莊)'이라고 지어준다. 이후 주인공이 여종업원에게 월급조차 못 주게 될 정도로 사정이 힘들어졌을 때 그에게 차라리 그 여종업원과 결혼하는 게 어떻냐는 조언을 해주기도 했다. 다른 동료 예술가들과 비교하면 그럭저럭 형편은 나은 듯 보이지만 히스테리가 심한 아내가 있어 이 사람 역시 무기력한 예술가의 모습을 보이고 있다. 이 인물의 실제 모델은 박태원 본인과 이상에게 연상의 친구였던 소설가 이태준이라는 견해가 있다.

- 미사에: '방란장' 다방의 여종업원이다. 본래 수경 선생의 집에서 일하던 하녀였는데 다방에 젊은 여자가 하나 필요하다는 이유로 10원 월급을 정하고 고용했다. 그러나 날이 갈수록 다방의 경영 상태가 좋지 않아 처음 서너 달 동안만 겨우 10원 월급을 맞춰줬고 그 이후로는 틈 나는 대로 2원, 3원씩 쥐어줬다가 그 이후로는 아예 한 푼도 못 받을 정도로 월급이 체불된 상태이다. 그럼에도 불구하고 이 다방을 떠나지 않고 열심히 일을 하고 있으며 이 때문에 주인공이 미안한 마음을 느껴 이러지도 저러지도 못하고 있다.

- 자작(子爵): 이름은 작위 자작과 일치하지만 실제 귀족이라기보다는 아마도 자작이라는 필명을 쓰는 예술가로 추정된다. 주인공의 친구로 주인공이 '방란장'이란 다방을 차리자 포터블과 자신이 2~3년 간 애용한 수제형 축음기, 20여 장의 흑반 레코드를 기부하며 주인공을 돕는다. 그러나 세상 물정에 어두워서 이후 주인공의 다방이 사정이 어려워지자 "2년 동안 다방을 어떻게든 유지한 게 신기하다. 이제 그대로 버티면 아무 일도 없을 것이다."는 별로 도움 안 되는 조언과 위로를 한다.

- 만성(晩成): 역시 주인공의 친구로 주인공이 '방란장'이란 다방을 차리자 7~8개의 재떨이를 기부하며 주인공을 도와준다.

## 줄거리
화가인 주인공 '그'는 '방란장'이란 이름의 카페를 차리게 된다. 카페를 차린 첫 달에는 장사가 잘 되는 듯했지만 그 다음 달부터는 손님이 뚝뚝 끊기며 장사가 잘 되지 않는다. 그럴 때에 근처에 1,700원 가까운 거금을 들여 차린 '모나미'란 경쟁 카페가 생겨 장사가 더 힘들어지게 된다. 그렇게 2년이란 시간이 지나자 그는 빚만 늘어가게 되었고 여종업원 미사에에게 지급할 10원 월급도 치러주지 못해 어떨 때는 2원, 3원씩 주었다가 그마저도 반 년 후엔 "새 달에 주겠다."는 말만 하면서 아예 한 푼도 못 주는 지경에 이르렀다. 그럼에도 불구하고 미사에는 변함없이 가게에 출근하며 주인공을 돕고 있어 그는 도대체 이 여자는 정신이 어떻게 된 것인가 반문하면서도 미안함을 느끼게 된다. 이렇게 고민에 빠져 있을 무렵에 어느 날 목욕탕에서 그는 자신의 나이 많은 친구이자 카페 이름을 '방란장'이라고 지어주었던 수경(水鏡) 선생이 "차라리 그럼 미사에와 결혼을 하는 게 어떤가?"라고 조언해 준다. 수경 선생의 조언을 들은 그는 집으로 돌아가 미사에랑 결혼을 할까 말까 고민을 했고 괜찮은 방법이라 생각했다. 수경 선생을 못 만난지 오래 되어 오랜만에 그의 집으로 찾아갔는데 막상 그의 집으로 가보니 히스테리에 빠져 있었던 수경 선생의 아내가 남편을 향해 온갖 욕설을 퍼붓고 살림살이를 다 때려부수고 있었으며 수경 선생은 꼼짝도 못하고 아내에게 사과하며 진정시키기에만 급급하는 모습을 보게 된다. 수경 선생의 모습을 본 그는 같은 예술가들의 무기력함과 고독을 공감하며 쓸쓸히 차디찬 가을 바람을 느꼈다는 것이다.